# Comté de Taos
Le comté de Taos est l’un des 33 comtés de l’État du Nouveau-Mexique, aux États-Unis, à la frontière avec le Colorado. Il a été fondé le 9 janvier 1852 et reprend le nom de son siège, Taos, d’origine amérindienne.

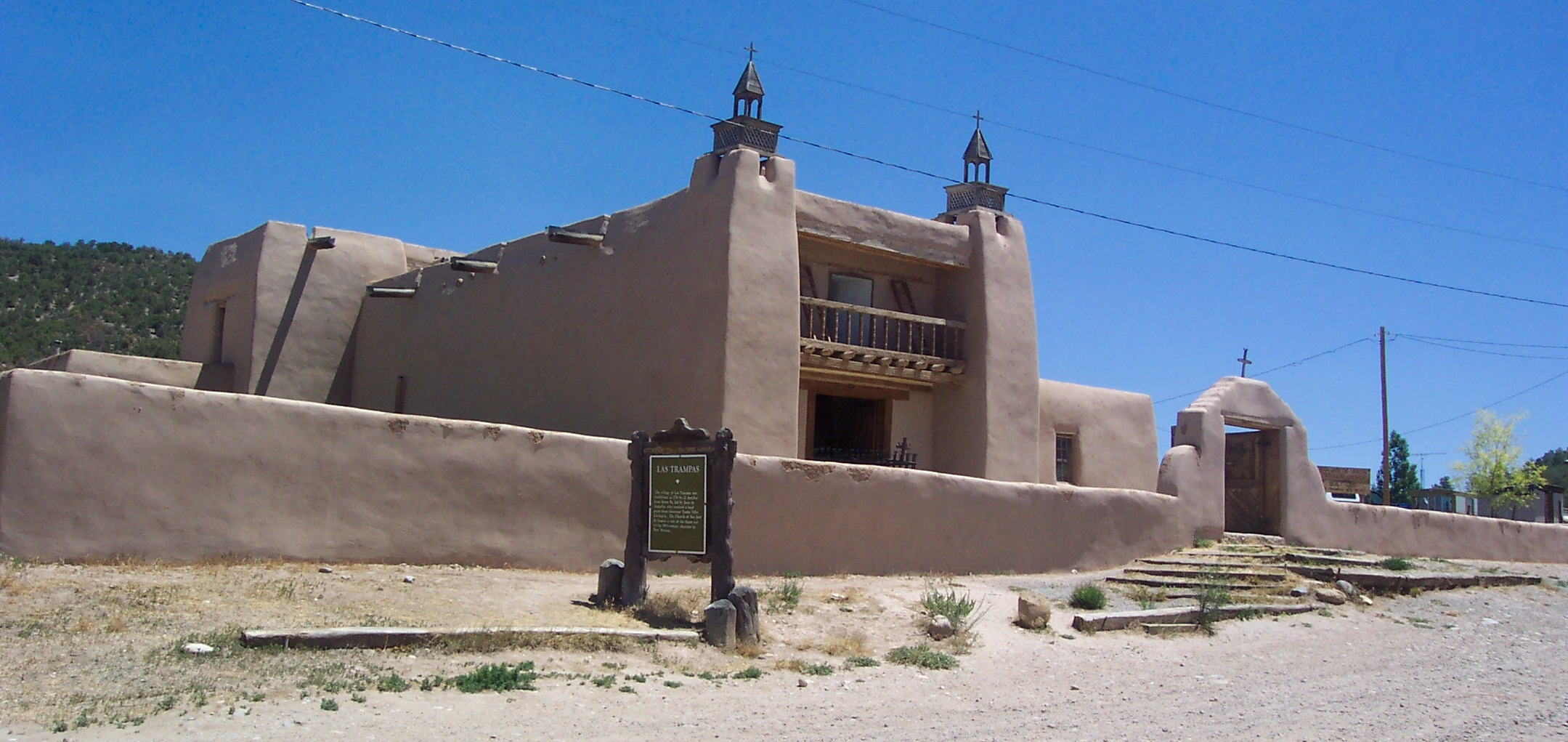
Église de Las Trampas.

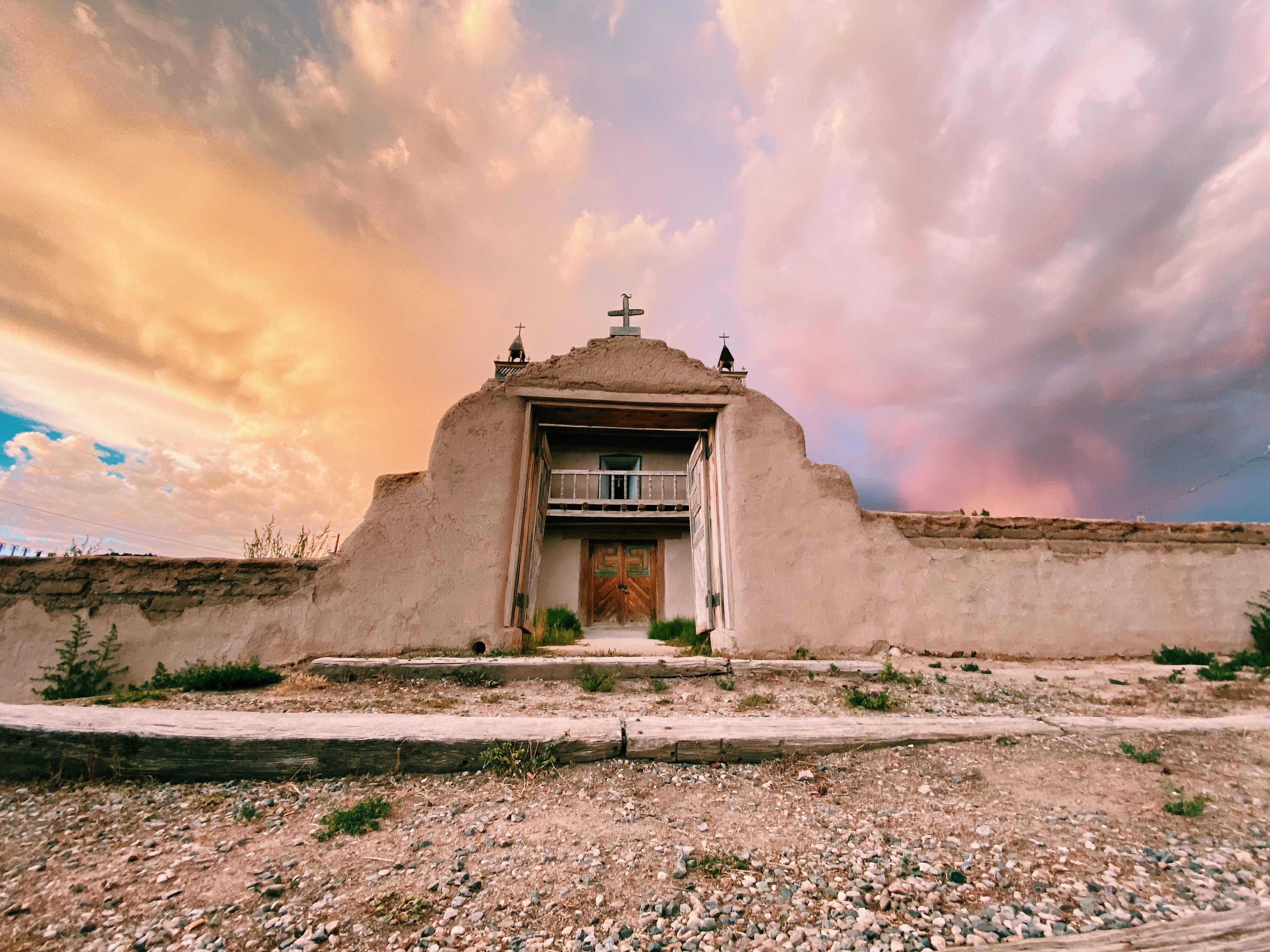
L'église San José de Gracia à Las Trampas, New Mexico, dans le comté de Taos. Septembre 2020.

Son siège est Taos.

## Comtés adjacents
- Comté de Rio Arriba, Nouveau-Mexique (ouest, sud)
- Comté de Mora, Nouveau-Mexique (sud-est)
- Comté de Colfax, Nouveau-Mexique (est)
- Comté de Costilla, Colorado (nord)
- Comté de Conejos, Colorado (nord-ouest)